# Parioli Challenger 1985
Il Parioli Challenger 1985 è stato un torneo di tennis facente parte della categoria ATP Challenger Series nell'ambito dell'ATP Challenger Series 1985. Il torneo si è giocato a Parioli in Italia dal 29 aprile al 5 maggio 1985 su campi in terra rossa.

## Vincitori

### Singolare
Guillermo Rivas ha battuto in finale  Simone Colombo con il punteggio di 7–6, 1–6, 7–6

### Doppio
Claudio Mezzadri /  Patrizio Parrini hanno battuto in finale  Paolo Canè /  Simone Colombo con il punteggio di 6–4, 3–6, 6–4